# 미국 공군전투통제반
미국 공군전투통제반(美國空軍戰鬥統制班, United States Air Force Combat Control Teams)은 미국 공군의 특수부대로, 그 부대원은 공정통제사(空挺統制士, Combat Controller; CCT)라고 한다. 관제, 화력지원, 근접항공지원 등 육상과 항공의 공조가 필요한 작전들의 지휘통제를 수행한다.

## 역사
2차대전 때는 미국 육군 패스파인더였다. 이후 1953년 미국 공군에 공정통제사라는 보직이 생겼다. FAA 관제사 자격증을 따야 한다. 미국 공군 전체에 공정통제사는 360명이다.

## 연합 훈련
2016년 2월 3일부터 18일까지, 경기도 포천과 오산 일대에서, 대한민국 공군전투통제반과 함께 최초의 공정통제사 한미연합훈련을 실시했다.
공정통제사(CCT)는 전시에 가장 먼저 적지로 침투해 아군 수송기에 정확한 위치 정보를 제공하고 후속 병력과 물자 투하 지점의 안전을 확보하는 공군의 최정예 특수부대 요원이다.
김해공항의 5전비에 공정통제사 중대가 배치되어 있으며, 미국 공정통제사와 같은 빨간 베레모를 쓴다.

## 같이 보기
- 대한민국 공군전투통제반
- 합동최종공격통제관(JTAC, Joint Terminal Attack Controller)